# Гован
Го́ван (англ. Govan, /ˈɡʌvən/; гэльск. Baile a' Ghobhainn, скотс Gouan) — округ, район и приход на юго-западе Глазго, Шотландия. Ранее был отдельным городом. Расположен в 4 километрах к западу от центра города Глазго на южном берегу реки Клайд, напротив устья реки Келвин и района Партик. Исторически был частью графства Ланарк.
Согласно средневековой легенде, в VII веке Константин, король Стратклайда, основал в Говане монастырь под управлением Св. Колумбана. В Средние века здесь находилась переправа, используемая погонщиками скота из Партика. В XVIII и XIX веке в Говане появились текстильные мануфактуры и угольные шахты, также в начале XIX века здесь были заложены судостроительные верфи. В 1864 году получил статус самоуправляемого города (англ. burgh). В 1912 году Гован вошёл в состав Глазго, утратив статус города.

## История
Археологические раскопки свидетельствуют, что в древнем Говане находилась христианская церковь. Два связанные с ней захоронения посредством радиоуглеродного анализа удалось датировать V и VI веками нашей эры; это одни из самых ранних христианских захоронений в данном регионе. В древности земли, на которых располагается Гован, вероятно, управлялись из замка Дамбартон, известного как Alt Clut («скала Клайда»). В эпоху викингов, после разграбления замка Дамбартон в 878 году, Гован был одним из центров королевства Стратклайд. Согласно Иоанну Фордунскому, Константин, король Стратклайда, основал в начале VII века в Говане монастырь, где он и был захоронен. 
В 1855 году при раскопках церковного кладбища был найден саркофаг из песчаника с искусной резьбой (известен как «гованский саркофаг»). Впоследствии саркофаг был перемещён внутрь церкви. Возможно, в нём находятся останки Константина, хотя стиль резьбы на нём относится к более позднему историческому периоду. Король Константин впервые упоминается житии святого Кентигерна XII века, где он объявляется сыном Ридерха Щедрого. Возможно, это литературный вымысел. Одна из древних церквей Гована посвящена Константину Шотландскому.
Самое раннее упоминание названия «Гован» встречается в «Истории королей» (Historia regum Anglorum) Симеона Даремского. Этот источник XII века написан на латыни; возможно, он основан на более древних манускриптах. В нём упоминается место Ouania неподалёку от скалы Дамбартона. На основании этого можно реконструировать камбрийское слово *(G)uovan. На гэльском языке город называется Baile a' Ghobhainn (в переводе — город кузнецов). Епископ Лесли в своём трактате Scotia Descriptio 1578 года утверждает, что название «Гован» происходит от превосходного эля (God-win), а Чалмерс в своей «Каледонии» (Caledonia) заявляет, что название происходит от гэльского слова Gamhan (канава, ров).
Уже в самых ранних источниках Гован связывается с христианскими церквями. В 1136 году, когда кафедральный собор Глазго был формально освящён, король Шотландии Давид I (1124—1153) передал епархии земли Партика и церковь Гована (на противоположных берегах реки Клайд), ставшие пребендой Глазго. Старая приходская церковь Гована (Govan Old Parish Church) перестраивалась в 1762, 1826 и 1884—1888 годах. На неё территории находится одна из лучших коллекций раннехристианских камней с резьбой в Великобритании. Камни относятся к X и XI веку.
К XVI веку в Говане появилось несколько угольных шахт. Со временем появлялись новые производства, в частности, ткацкие, гончарные, сельскохозяйственные.
К началу XIX века Гован быстро превращался из сельского поселения в промышленный город с новыми производствами, включая красильный завод (Reid's Dye Works) и шёлковую фабрику (Pollok's Silk Mill).  В 1864 году деревня Гован получила статус самоуправляемого города (англ. burgh), занимая, на тот момент, пятое место в списке крупнейших поселений такого типа в Шотландии.
После получения городского статуса население Гована выросло более чем в десять раз: с 9000 в 1864 году до 95 000 в 1907 году. В 1901 году Гован был седьмым по численности населения городом Шотландии. Однако уже в 1912 году Глазго «аннексировал» Гован, после чего последний утратил статус отдельного города и влился в состав Глазго.
В XX веке Гован традиционно рассматривался как район «рабочего класса» с широкой поддержкой лейбористской партии, но Шотландская национальная партия также имела там сильные позиции. В 1973 году Шотландская национальная партия выиграла дополнительные выборы, её кандидатом была Марго Макдональд. В 1988 году ШНП выиграла ещё одни дополнительные выборы, на этот раз победу одержал Джим Силларс. Последняя победа ШНП случилась в 2007 году на парламентских выборах в Шотландии, когда победу в Говане одержала Никола Стерджен (позднее она стала первым министром Шотландии).
Гован имел репутацию района «бедных и обездоленных», отчасти из-за застройки жилых многоквартирных домов в 1930-е годы, в которые расселили обитателей трущоб из Горбалса, района Глазго. Наиболее известным из этих жилых кварталов является Мурпарк (Moorepark), также в шутку называемый «винной аллеей» (The Wine Alley). В апреле 1994 году газета The Independent назвала этот район «одним из худших в Великобритании» из-за широкой распространённости в нём наркомании и высокой безработицы (почти 30 %, что почти в три раза превышало средний показатель безработицы по стране).
В XXI веке ежегодно в первую пятницу июня проходит Гованская ярмарка (Govan Fair).

## Экономика
С XIX века Гован известен своим судостроением. Несколько верфей функционируют и в XXI веке.
В 1841 году Роберт Нейпир начал строить корабль с железным корпусом в Говане, и в 1843 году построил свой первый корабль Vanguard. Он также заключил контракт с Королевским военно-морским флотом Великобритании по производству военных судов, включавших Jackal, Lizard и Bloodhound. Он позволял морским офицерам посещать верфь для ознакомления с новыми судами. В 1900 году верфь Нейпира в Говане приобрела компания William Beardmore and Company, а в 1912 году она была продана компании Harland and Wolff. В 1962 году эта верфь была закрыта, а большая часть её площадей отдана под жилую застройку.
В 1860-е годы в Говане открылись другие верфи, включая Randolph, Elder and Company, позднее переименованную в John Elder and Company. В 1885 году верфь была перемещена на запад и реорганизована под названием Fairfield Shipbuilding and Engineering Company Ltd.. Эта компания существовала до 1965 года, после чего обанкротилась. В 1966 году верфь была вновь реорганизована и стала называться Fairfields. Ещё год спустя Fairfields и другие крупные верфи Клайдсайда (Stephens, Connels, Yarrows, John Browns) объединились в Upper Clyde Shipbuilders.
В 1971 году компания Upper Clyde Shipbuilders перешла под внешнее управление. Правительство консерваторов во главе с Эдвардом Хитом отказалось выделить компании заём в размере 6 миллионов фунтов стерлингов. Профсоюз рабочих верфей решил не призывать к традиционной забастовке, вместо этого рабочие остались на предприятии и продолжали выполнять заказы. В краткосрочной перспективе их тактика увенчалась успехом. В 1972 году компанию реструктурировали, после чего появились новые компании Govan Shipbuilders и Scotstoun Marine.
В 1977 правительство лейбористов во главе с Джеймсом Каллагэном издало акт о национализации верфей Гована и объединении их с другими крупными британскими верфями в единую компанию British Shipbuilders. В мае 1979 года премьер-министром Великобритании стала Маргарет Тэтчер. Её правительство начало проводить политику приватизации. В 1981 году была приватизирована British Aerospace, а в течение 1980-х ходов постепенно были приватизированы верфи British Shipbuilders. Контроль над верфями Гована получила норвежская компания Kværner. В 1988 году продажа гованской верфи норвежцам была завершена, и она получила название Kvaerner Govan.
В 1999 году подразделение британской компании General Electric Company, Marconi Marine, приобрело верфь у норвежцев. Marconi Marine уже владел верфями Yarrow Shipbuilders (куплены в 1985 году) и Vickers Shipbuilding and Engineering (куплены в 1995). В 1999 году Marconi Electronic Systems и её дивизион Marconi Marine были проданы компании British Aerospace, после чего была образована компания BAE Systems.

### Корабли и суда, построенные в Говане
- PS Vanguard (1843)[17]
- PS Scotia (1861)
- HMS Northampton (1876)
- HMS Nelson (1876)
- HMS Curacoa (1878)
- SS Arizona (1879)[18]
- Ibis (1886)[17]
- Akasha (1886)[17]
- Livadia (1880)[18]
- Victoria (1886)[18]
- RMS Campania (1891)
- RMS Lucania (1893)
- HMS Venus (1895)
- HMS Diana (1895)
- HMS Highflyer (1898)
- HMS Hermes (1898)
- HMS Cressy (1899)
- HMS Aboukir (1900)
- HMS Good Hope (1901)
- HMS Bedford (1901)
- SS Armadale Castle (1903)[18]
- RMS Port Kingston (1904), переименован в RMS Tahiti
- HMS Cochrane (1905)[18]
- HMS Commonwealth (1905)[18]
- RMS Empress of Britain (1906)[18]
- RMS Empress of Ireland (1906)[18]
- SS Volturno (1906)
- HMS Indomitable (1907)[18]
- SS Balmoral Castle (1910)[18]
- HMS New Zealand (1911)
- HMAS Sydney (1912)
- RMS Empress of Russia (1913)[18]
- RMS Empress of Asia (1913)[18]
- SS Calgarian (1913)[18]
- HMS Valiant (1914)
- HMS Renown (1916)
- RMS Empress of Canada (1922)[18]
- SS Athenia (1922)
- Aorangi (1922)
- TSS Tuscania (1923)
- SS Letitia (1924)
- MV Speybank (1926)
- HMS Berwick (1926)
- HMS Norfolk (1928)
- RMS Empress of Japan (1930)
- HMS Delight (1932)
- HMS Woolwich (1934)
- HMS Liverpool (1937)
- HMS Phoebe (1937)
- HMS Howe (1940)
- HMS Bellona (1942)
- HMS Implacable (1942)
- HMS Theseus (1944)
- HMS Chichester
- HMS Blake (1945)
- SS Karanja (1948)
- TS Oxfordshire (1955)
- TS/SS Empress of Britain (1956)[17][19]
- TS Leecliffe Hall (1961)
- HMS Fife (1964)
- HMS Antrim (1967)
- USNS Harkness (1968)
- HMAS Jervis Bay (1969)
- Pacifique (1969)
- USNS Chauvenet (1970)
- Pacific Peace (1981)
- MV Selkirk Settler (1983)
- MV Saskatchewan Pioneer (1983)
- St. Lawrence Seaway (1983)
- Sir Charles Parsons (1985)
- MV Norsea (1986)
- MV Havis (1992)
- Sea Launch Commander (1996)
- RFA Wave Ruler (2003)[20]
- RFA Mounts Bay (2004)[21]
- HMS Daring (2006)
- HMS Dauntless (2007)
- HMS Diamond (2007)
- HMS Dragon (2008)
- RMS Yerdasda (2009)
- HMS Defender (2009).[22]
- HMS Duncan (2010)

## Транспорт
В Говане есть три станции метрополитена Глазго: «Гован», «Айброкс» и «Сесснок».
С 1868 по 1921 год в Говане была железнодорожная станция.
Также в Говане функционируют автобусные маршруты до центра Глазго и других мест в Ренфрушире.

## Спорт
Гован граничит с Айброксом, где выступает шотландский футбольный клуб «Рейнджерс». Стадион «Айброкс» имеет трибуну «Гован». В январе 1971 года в давке на «Айброкс» погибло 66 человек.
Непосредственно в Говане базируется футбольный клуб «Бенберб».

## Мэры Гована
- 1864—1867 Моррис Поллок
- 1867—1869 Уильям Крукшанк
- 1869—1872 Томас Рид
- 1872—1880 Джеймс Уилсон
- 1880—1883 Джон Томпсон
- 1883—1886 Александер Кэмпбелл
- 1886—1889 Джордж Фергюсон
- 1889—1892 Нил Маклейн
- 1892—1901 Джеймс Керквуд
- 1901—1904 Джон Марр
- 1904—1908 сэр Джон Энтони
- 1908—1912 Дэвид Маккехни